# Benjamin Chabanet
Benjamin Chabanet, né le 4 novembre 1988 à Vichy, est un rameur français licencié au Cercle de l'Aviron de Lyon, après avoir été formé au club de l'Aviron de Vichy pendant 14 ans et à l'Aviron Union Nautique de Villefranche pendant 4 ans.
Il est sélectionné pour le quatre de couple des Jeux olympiques de Londres de 2012.